# Agromyza uniseta
Agromyza uniseta este o specie de muște din genul Agromyza, familia Agromyzidae, descrisă de Spencer în anul 1959.
Este endemică în Madagascar. Conform Catalogue of Life specia Agromyza uniseta nu are subspecii cunoscute.